# Louis Antoon Haegens
Louis Antoon Haegens (Gavere, 16 maart 1819 - 9 april 1918) was gedurende meer dan een halve eeuw burgemeester van de Belgische gemeente Gavere.
Haegens was doctor in de geneeskunde en werd in 1857 burgemeester. Hij bleef ruim 60 jaar burgemeester van deze Oost-Vlaamse gemeente aan de Schelde. Ook zijn zoon Jules (1851-1916) was geneesheer te Gavere. De familie Haegens woonde destijds in een herenhuis aan de boord van de Schelde.